# Philip Lutley Sclater
Pour les articles homonymes, voir Sclater.
Philip Lutley Sclater, né le 4 novembre 1829 à Tangier Park dans le Hampshire et mort le 27 juin 1913, est un juriste et un zoologiste britannique.

## Biographie
C'est le deuxième fils de William Lutley Sclater et d’Anne Maria Bowyer, famille d’une petite noblesse, et le frère de George Sclater-Booth (1er baron Basing), homme politique. Il fréquente le Winchester College à Winchester et le Christ Church College à Oxford, où il obtient son Bachelor of Arts en 1859 et étudie l'ornithologie auprès d'Hugh Edwin Strickland (1811-1853). En 1851, il entame des études de droit et est bientôt admis au barreau. Passionné par l’histoire naturelle, il consacre ses loisirs à l’étude des oiseaux et fréquente notamment Charles-Lucien Bonaparte (1803-1857), John Cassin (1813-1869), Joseph Leidy (1823-1891) et John Lawrence LeConte (1825-1883) lors de ses voyages.
En 1858, Sclater publie un article dans les Proceedings of the Linnean Society, “On the General Distribution of Members of the Class Aves”, où il définit six régions zoologiques qu'il nomme : région Paléarctique, éthiopienne, indienne, australasienne, néarctique et Néotropicale. Ces régions, ou écozones, sont bientôt adoptées pour les autres animaux et sont encore en usage aujourd'hui.
En 1862, il se marie avec Jane Anne Eliza Huntger Blair, union dont naîtra six enfants.
Sclater est le fondateur et l'éditeur de The Ibis, le journal de la British Ornithologists' Union durant près de 57 ans. Sclater créé ce journal spécialement dans le but de rapprocher les zoologistes de cabinet des zoologistes de terrain. Il occupe le poste de secrétaire à la Zoological Society de Londres de 1860 à 1903 où il avait été admis en 1850. Sclater joue un grand rôle dans la notoriété de cette société et améliore ses locaux, assainit ses finances, s’occupe de ses publications... Il devient membre de la Royal Society en 1861, de la British Association for the Advancement of Science en 1847. Sclater est membre de diverses autres sociétés savantes dont la Société linnéenne de Londres, la Royal Geographical Society, la Royal Geographical Society...
En 1895, il figure parmi les membres fondateurs de la Commission internationale de nomenclature zoologique composée de cinq zoologistes : R. Blanchard, J.V. Carus, F.A. Jentink, P.L. Sclater et C. W. Stiles.
Sclater entretient d’étroites relations avec nombre d’ornithologues de son époque comme Alfred Newton (1829-1907), Osbert Salvin (1835-1898), le révérend Henry Baker Tristram (1822-1906), l’anatomiste Alfred Henry Garrod (1846-1879) et Thomas Henry Huxley (1825-1895). Il reçoit de fréquentes visites de Charles Darwin (1809-1882). Son fils est le zoologiste William Lutley Sclater (1863-1944) qui lui succède à la direction de The Ibis. Il se retire en 1903 et continue une intense activité scientifique avant de succomber à un accident de la circulation.
Il décrit de très nombreuses espèces d’oiseaux dont 429 sont encore valables. Il est l’auteur de près de 1 400 publications, dont : 
- Exotic Ornithology (1866-1869) ;
- Nomenclator Avium (1873) en collaboration avec Osbert Salvin (1835-1898) ;
- Argentine Ornithology (1888-1889) en collaboration avec Wilfred Hudson Osgood (1875-1947) ;
- The Book of Antelopes (1894-1900) avec Michael Rogers Oldfield Thomas (1858-1929).

## Espèces éponymes
- Tyranneau de Sclater (Phyllomyias sclateri), par Hans von Berlepsch (1901).
- Grallaire à front ocre (1858)

## Sources
- Bo Beolens et Michael Watkins (2003). Whose Bird ? Common Bird Names and the People They Commemorate. Yale University Press (New Haven et Londres) : 400 p.  (ISBN 0-300-10359-X)
- Article de Oliver L. Austrin Jr : 257-258 dans Charles Coulston Gillispie (dir.) (1975). Dictionary of Scientifc Biography, volume XII : Ibn Rushd – Jean-Servais Stas, Charles Scribner’s (New York) : xii + 620 p.  (ISBN 0-684-12924-8)
- Daniel Giraud Elliot (1914). In Memoriam : Philip Lutley Sclater, Auk (The), 31 (1) : 1-12.  (ISSN 0004-8038)